# ییم سون ره
ییم سون ره (کره‌ای: 임순례؛ زادهٔ ۱ ژانویهٔ ۱۹۶۱) کارگردان فیلم، فیلم‌نامه‌نویس، و تهیه‌کننده فیلم اهل کره جنوبی است.